# Gute Zeiten, schlechte Zeiten
Gute Zeiten, schlechte Zeiten (GZSZ) – niemiecka opera mydlana kanału RTL, produkowana od 1992 r.
Jej pierwowzorem były seriale: australijski The Restless Years oraz holenderski Goede tijden, slechte tijden.
Wielu młodych wykonawców grających w serialu zostało znanymi aktorami i piosenkarzami: Oli.P, Jeanette Biedermann, Rhea Harder, Yvonne Catterfeld, Mia Aegerter, Simone Hanselmann, Alexandra Neldel.